# Super Mario Advance
Super Mario Advance è un videogioco a piattaforme sviluppato e pubblicato da Nintendo nel 2001 per Game Boy Advance. Il gioco è un rifacimento di Super Mario Bros. 2 e una nuova versione di Mario Bros. per la console.
Fu seguito da Super Mario Advance 2,  3 e  4, tutti rifacimenti migliorati per Game Boy Advance di giochi classici di Mario.

## Trama
Nello stesso tempo in cui aveva detto questo una luce accecò Mario che stordito cadde per le scale. Si svegliò e parlò a Luigi, Toad e a Principessa Peach dello strano sogno che ha fatto. Decisero di andare a fare un picnic. Una volta arrivati nella zona dove volevano fare il picnic videro una piccola caverna. Quando entrarono in quella caverna, con grande sorpresa, videro una grande scalinata. Era esattamente la stessa che Mario vide nel suo sogno. Salirono le scale e trovarono una porta che era esattamente la stessa che Mario vide nel suo sogno. Quando Mario e i suoi amici aprirono la porta, con grande sorpresa, videro il mondo che Mario aveva sognato.

## Modalità di gioco
In questo gioco Mario, Luigi, Peach e Toad devono salvare Subcon, il mondo dei sogni, da Wart e le sue truppe. I giocatori all'inizio di ogni livello possono scegliere, tra i quattro, il personaggio con cui giocare quel livello. Ognuno ha un'abilità speciale: Luigi può saltare molto in alto, la Principessa può fluttuare per qualche secondo in aria, Toad può afferrare gli oggetti più velocemente ed è molto agile, e Mario è il più equilibrato.
I nemici possono essere sconfitti colpendoli con degli oggetti "sradicati" dal terreno. Vi è inoltre la possibilità di potere raccogliere e lanciare gli stessi nemici.
I livelli di gioco sono 20 suddivisi in 7 mondi. Ogni mondo è suddiviso in 3 livelli tranne l'ultimo che è suddiviso in soli due livelli. Nell'ultimo livello il giocatore affronta e sconfigge Wart e salva il mondo dei sogni.
Super Mario Bros 2 è l'unico dei tre giochi di Super Mario Bros ad avere 7 mondi anziché 8.
Super Mario Advance possiede la stessa grafica di Super Mario Bros 2 in Super Mario All-Stars, inoltre rispetto al Super Mario Bros 2 originale i personaggi possono parlare e alcuni mostri (tipo lo Shy Guy) sono in forma gigante. Due sono le nuove aggiunte: il mostro Robirdo, un robotizzato Birdo boss del terzo mondo al posto del Topo, e la Yoshi Challenge, sbloccabile dopo aver sconfitto Wart, che incoraggia i giocatori a ricercare le uova di Yoshi nei vari livelli.
In questo gioco inoltre fanno la loro prima apparizione molti personaggi che saranno sempre presenti nei giochi futuri: è il caso di Shy Guy, l'omino mascherato, dei Bob-omb, le buffe bombe munite di gambe e braccia e di Birdo, il dinosauro con fiocco in testa.
La nuova versione di Mario Bros., oltre a grafica aggiornata a scorrimento verticale, introduce una modalità battaglia con fino a 4 giocatori in competizione via cavo.